# Храм светог Нектарија Егинског у Ваљеву
Храм светог Нектарија Егинског у Ваљеву се налази на територији Епархије Ваљевске Српске православне цркве и представља најмлађи храм у тој епархији. Сама идеја је настала за време садашњег блаженопочившег Његовог преосвештенства г. Милутина Епископа Ваљевског и то са жељом да само Ваљево буде благословено од Светог Нектарија као и сама Егина и цела Грчка. Ову идеју је подржао и архимандрит Нектарије Виталис (1930—2018) који је између осталог и подигао сличан храм у Атини у предграђу Камариза где је примао ходочаснике из целе Србије међу којима су и ходочасници из Ваљева.

## Локација
Сам храм је погинут на место ушћа реке Градац у Колубару. Изабрано је баш то место пошто то симболизује Србе и Грке који су у међусобном једниству. Такође је баш изнад самог ушћа подигнут и крст од челика.
„Овде, на ушћу реке Градац у Колубару, саградили смо овај свети храм. То је била наша света дужност. Наш труд је био мали спрам тога колики су били Божји благослови и помоћ у сваком погледу. Када нисмо имали ни динара,радови су се настављали чудом Божијим и уз помоћ Светог Нектарија и верног народа“
Епископ Ваљевски г. Милутин
Ово су биле речи епископа Милутина на свечаности поводом освећења темеља.

## Изградња храма
Изградња храма је започета на Дан славе Града Ваљева Духовски понедељак, 1. јуна 2015. године, када су освештани сами темељи храма. Изградња је ишла полако са временом. Рађени су прво тесарски радови па затим је постављено и освећено звоно и урађен је мозаик на улазу у храм. Уз свештенство и уз штићенике Казнено - поправног завода у Ваљеву су поставили украсно шибље, постављена фонтана и засађено је дрвеће и формиран је сам врт цркве. Испред цркве се налазе заставе Грчке, Србије и Светог Нектарија Егинског и то је урађено са намером да покаже пријатељство између канонске Српске православне цркве и Православне цркве Грчке. Иконостас је дуборезао Љубан Марић,док га је живописала Наталија Ковачевић и то је њен добротворни прилог самој цркви. У јануару 2018. године је приспео мермерни трон Нектарија Егинског са кивотом самог свеца. Сам храм је грађен у грчко - византијском стилу градње.

## Дочек моштију Нектарију Егинског у Ваљеву
Саме честице светитеља су дочекане у Ваљеву на празник Вазнесења Господњег 17. маја 2018. године. Епископ Ваљевски г. Милутин је дочекао саме честице моштију на београдском аеодрому„Никола Тесла“ из Грчке, а сам пренос и дочек његових честица моштију у Ваљеву је уприличио славску литију града Ваљева 1. јуна 2018. године три године од почетка саме градње храма и освећења темеља. А саме мошти су прво донете у Епископску резиденцију Ваљеву где је Епископа Ваљевског г. Милутина дочекао Епископ аустралијско - новозеландски г. Силуан. На Видовдан је постављена икона Светог Нектарија Егинског на трон где су мошти у самом храму, чему је претходно претходило освећење саме иконе од стране Епископа Милутина.
У самој резиденцији Ваљевске епархије приликом дочека мошти Светог Нектарија Егинског, Епископ Силуан је изјавио следеће у његовој поздравној беседи.
„Радује се моја душа данас са архипастиром ове епархије,Епископом ваљевским Г. Милутином. Познато ми је, а верујем и свом свештенству и свима вама, са колико љубави и молитава је Епископ ваљевски очекивао овај дан. Дан, у коме Свети Нектарије прошета градом и, ево, благословибши град, уђе у свој нови дом овде на ушћу реке Градац у Колубару.“
Епископ аустралиско-новозеландски г. Силуан

## Храм светог Нектарија Егинског данас
У данашње време сам храм је стециште ходочасника из целе Србије који су дошли да се поклоне моштима Светог Нектарија Егинског,чак се назива и Ваљевском Егином. Овде у овом храму су се десила многа исцељења пред моштима од разних болести међу којима је и рак. Зато је и као знак поклона архимандрита Нектарија Виталиса Епископу Милутину дат му је епитрахиљ из Камаризе. Након што је изграђен сам храм извршен је и живопис фресака од стране чувеног ваљевског фрескописца Миодрага Шумарца и годину дана касније је извршено освећење самог храма. Сам фрескопис је урађен да подсећа на грчке цркве јер је доминанта боја фресака светлоплава. Храм је отворен за све посетиоце који желе да се поклоне моштима Светог Нектарија Егинског од 7 до 20 часова. Тренутни свештенослужитељ у овом храму је јереј Александар Филиповић

## Галерија
- Христос Пантократор на куполи храма
- Крст позади Храма светог Нектарија Егинског у Ваљеву
- Прилаз самом храму и врт испред самог Храма светог Нектарија Егинског у Ваљеву
- Иконостас храма
- Фрескопис са једне стране храма
- Храм светог Нектарија Егинског и Саборна црква у Ваљеву
- Храм светог Нектарија Егинског